# بروكلين برولكس
بروكلين برولكس هي ممثلة كندية، ولدت في 27 أبريل 1999 بكرانبروك في كندا.

## أعمال

### أفلام
- (2005) جبل بروكباك[3]
- (2007) اغتيال جيسي جيمس من قبل الجبان روبرت فورد
- (2008) الخنافس في الحديقة
- (2010) عيد الحب[4]

## وصلات خارجية
- بروكلين برولكس على موقع IMDb (الإنجليزية)
- بروكلين برولكس على موقع روتن توميتوز (الإنجليزية)
- بروكلين برولكس على موقع ألو سيني (الفرنسية)
- بروكلين برولكس على موقع قاعدة بيانات الأفلام السويدية (السويدية)
- بروكلين برولكس على موقع قاعدة بيانات الفيلم (الإنجليزية)
- بروكلين برولكس على موقع كينوبويسك (الروسية)